# Aspidiotus varians
Aspidiotus varians är en insektsart som beskrevs av Karl Hermann Leonhard Lindinger 1910. Aspidiotus varians ingår i släktet Aspidiotus och familjen pansarsköldlöss. Inga underarter finns listade i Catalogue of Life.